# Alain Iannetta
Alain Iannetta (ou Ianetta dans certaines publications), né le 19 mai 1953 est un ancien pilote automobile français. 

## Carrière
Alain Ianetta est l'oncle du pilote automobile français Romain Iannetta. Sa carrière de pilote de voitures de tourisme et de voitures de sport a duré  plus de dix ans à partir de la fin des années 1980. Il a obtenu ses plus grands succès au Championnat de France de Super Production, qu'il a terminé troisième en 1999 et cinquième en 2000 au volant d'Honda Integra Type-R.
Il a également participé aux 24 heures du Mans à trois reprises. En 1988, il abandonne l'épreuve sarthoise sur panne et en 1989 à la suite d'un accident. En 1990, sa participation sur une Courage d'usine a également pris fin prématurément à cause d'une panne de moteur après avoir parcouru 57 tours.

## Résultats aux24 Heures du Mans
| Année | Team                  | Voiture      | Équipier        | Équipier           | Classement | Caise d'abandon |
| ----- | --------------------- | ------------ | --------------- | ------------------ | ---------- | --------------- |
| 1988  | PC Automotive         | Argo JM19C   | John Graham     | Olindo Iacobelli   | Abandon    | Batterie        |
| 1989  | Équipe Alméras Frères | Porsche 962C | Jacques Alméras | Jean-Marie Alméras | Abandon    | Accident        |
| 1990  | Courage Compétition   | Cougar C24S  | Bernhard Thuner | Pascal Pessiot     | Abandon    | Panne moteur    |